# Urbain de Hercé
Urbain de Hercé est un homme politique français né le 1er mai 1861 à Izé (Ille-et-Vilaine), décédé le 7 janvier 1918 à Montenay.

## Biographie
Urbain de Hercé est le fils de Jean-Armand de Hercé, maire de Montenay, et de Marie Valentine Le Cardinal de Kernier. Il épouse Françoise Pineau de Viennay.
Il devient maire de Montenay, succédant à son père. Il devient vice-président du comice agricole d'Ernée. Élu député de la Mayenne en 1906 contre Amédée Renault-Morlière, il est réélu comme catholique libéral en 1910 et appartient au rassemblement du Groupe des droites. Il est réélu en 1914.